# 赵世炎故居
趙世炎舊居位於重庆市酉陽縣龍潭鎮，文物遺址年代判定為1901年。1991年4月16日公佈為四川省第三批省級重點文物保護單位。2000年9月7日列為第一批重慶市文物保護單位。2001年6月25日列為第五批全國重點文物保護單位。